# Danh sách cầu thủ tham dự giải vô địch bóng đá U-20 châu Phi 2013
Giải vô địch bóng đá trẻ châu Phi 2013 là một giải thi đấu bóng đá quốc tế tổ chức ở Algérie từ 16 tháng 3 đến 30 tháng 3 năm 2013. Các đội vào bán kết giành quyền tham gia Giải vô địch bóng đá U-20 thế giới 2013 yêu cầu các cầu thủ phải sinh sau ngày 1 tháng 1 năm 1993. Quy định mà Giải vô địch bóng đá trẻ châu Phi loại bỏ giới hạn độ tuổi lại trở thành lỗi.
8 đội bóng tham gia phải đưa danh sách sơ bộ 40 cầu thủ cho CAF chậm nhất ngày 4 tháng 2 năm 2013 (60 ngày trước khi giải khởi tranh).
Chỉ có 21 trong 40 cầu thủ được chọn để tham gia giải đấu. Danh sách 21 cầu thủ cuối cùng phải được nộp chậm nhất ngày 6 tháng 3 năm 2013 (10 ngày trước khi giải khởi tranh). Quy định bao gồm 3 trong 21 cầu thủ phải là thủ môn.

## Bảng A

### Algérie
Huấn luyện viên:  Jean-Marc Nobilo
| 0#0 | Vị trí | Cầu thủ                | Ngày sinh và tuổi          | Câu lạc bộ   |
| --- | ------ | ---------------------- | -------------------------- | ------------ |
| 1   | TM     | Aiyoub Belabes         | 21 tháng 6, 1993 (19 tuổi) | Quevilly     |
| 2   | HV     | Hichem Aoulmi          | 10 tháng 3, 1993 (20 tuổi) | AC FAF       |
| 3   | HV     | Ayoub Abdellaoui       | 16 tháng 2, 1993 (20 tuổi) | AC FAF       |
| 4   | HV     | Nazim Aklil            | 3 tháng 2, 1994 (19 tuổi)  | AC FAF       |
| 5   | HV     | Mokhtar Toumi          | 8 tháng 3, 1993 (20 tuổi)  | Montpellier  |
| 6   | TV     | Mohamed Benkhemassa    | 28 tháng 6, 1993 (19 tuổi) | AC FAF       |
| 7   | TĐ     | Zinedine Ferhat        | 1 tháng 3, 1993 (20 tuổi)  | USM Alger    |
| 8   | HV     | Mohamed Amine Madani   | 20 tháng 3, 1993 (19 tuổi) | AC FAF       |
| 9   | TĐ     | Thomas Izerghouf       | 27 tháng 2, 1993 (20 tuổi) | Rennes       |
| 10  | TĐ     | Zakaria Haddouche      | 19 tháng 8, 1993 (19 tuổi) | ASO Chlef    |
| 11  | TV     | Ensaad Abderrahmane    | 9 tháng 12, 1993 (19 tuổi) | AC FAF       |
| 12  | HV     | Redouane Cherifi       | 22 tháng 2, 1993 (20 tuổi) | AC FAF       |
| 13  | HV     | Mohamed El Amine Barka | 20 tháng 3, 1993 (19 tuổi) | AC FAF       |
| 14  | TV     | Djamel Belalem         | 12 tháng 8, 1993 (19 tuổi) | AC FAF       |
| 15  | TĐ     | Mohamed Benkablia      | 2 tháng 2, 1993 (20 tuổi)  | AC FAF       |
| 16  | TM     | Nassim Torche          | 2 tháng 4, 1993 (19 tuổi)  | Lyon Duchère |
| 17  | TV     | Abderrahmane Bourdim   | 14 tháng 6, 1994 (18 tuổi) | AC FAF       |
| 18  | TV     | Kenzi Zenadi           | 5 tháng 4, 1993 (19 tuổi)  | Sedan        |
| 19  | TĐ     | Bilal Ouali            | 7 tháng 10, 1993 (19 tuổi) | Reims        |
| 20  | TV     | Abderrahmane Saighi    | 3 tháng 3, 1993 (20 tuổi)  | AC FAF       |
| 21  | TM     | Sofiane Kacem          | 11 tháng 1, 1993 (20 tuổi) | AC FAF       |

### Benin
Huấn luyện viên:  Sedogbo Alohoutade
| 0#0 | Vị trí | Cầu thủ                    | Ngày sinh và tuổi           | Câu lạc bộ                       |
| --- | ------ | -------------------------- | --------------------------- | -------------------------------- |
| 1   | TM     | Saturnin Allagbé           | 22 tháng 11, 1993 (19 tuổi) | ASPAC                            |
| 16  | TM     | Steve Glodjinon            | 18 tháng 12, 1993 (19 tuổi) | USS Kraké                        |
| 21  | TM     | Hariston Hessou            | 30 tháng 12, 1993 (19 tuổi) | AS Dragons                       |
| 18  | HV     | Dine Koukpéré              | 21 tháng 2, 1993 (20 tuổi)  | USS Kraké                        |
| 8   | HV     | Antonin Kassa              | 25 tháng 10, 1993 (19 tuổi) | ASPAC                            |
| 6   | HV     | Nabil Yarou                | 16 tháng 6, 1993 (19 tuổi)  | ASPAC                            |
| 12  | HV     | Frédéric Hounkponou        | 26 tháng 12, 1994 (18 tuổi) | Association Sportive Oussou Saka |
| 20  | HV     | Femi Adjahi                | 1 tháng 10, 1994 (18 tuổi)  | Jeunesse Athlétique du Plateau   |
| 13  | HV     | Lazadi Fousseni            | 30 tháng 6, 1993 (19 tuổi)  | ASPAC                            |
| 5   | TV     | Séibou Mama                | 28 tháng 12, 1995 (17 tuổi) | USS Kraké                        |
| 14  | TV     | David Djigla               | 23 tháng 8, 1993 (19 tuổi)  | Onze Createurs                   |
| 7   | TV     | Kola Raïmi                 | 15 tháng 6, 1995 (17 tuổi)  | Onze Créateurs                   |
| 17  | TV     | Jérôme Agossa              | 27 tháng 1, 1994 (19 tuổi)  | Onze Createurs                   |
| 15  | TV     | Giscard Tchato             | 8 tháng 12, 1994 (18 tuổi)  | Mogas 90 FC                      |
| 11  | TV     | Ulrich Quenum              | 4 tháng 4, 1996 (16 tuổi)   | Stagiaire Botafogo               |
| 2   | TV     | Tokounbo Emmanuel Bamidele | 6 tháng 12, 1996 (16 tuổi)  | Jeunesse Athlétique du Plateau   |
| 9   | TĐ     | Obi Ezechiel Okotou        | 25 tháng 11, 1994 (18 tuổi) | Akanké FC                        |
| 10  | TĐ     | Gbenga Daniel Lanignan     | 24 tháng 11, 1993 (19 tuổi) | Avrankou Omnisports              |
| 19  | TĐ     | Jacques Bessan             | 15 tháng 9, 1993 (19 tuổi)  | USS Kraké                        |
| 4   | TĐ     | Antonin Oussou             | 2 tháng 9, 1993 (19 tuổi)   | Association Sportive Oussou Saka |
| 3   | TĐ     | Wallis Debourou            | 18 tháng 6, 1993 (19 tuổi)  | Saint Francis Red Flash          |

### Ai Cập
Huấn luyện viên:  Rabie Yassin
| 0#0 | Vị trí | Cầu thủ                  | Ngày sinh và tuổi           | Câu lạc bộ           |
| --- | ------ | ------------------------ | --------------------------- | -------------------- |
| 1   | TM     | Mossad Awad              | 15 tháng 1, 1993 (20 tuổi)  | Ismaily              |
| 2   | HV     | Ibrahim El Hadad         | 1 tháng 2, 1993 (20 tuổi)   | Wadi Degla           |
| 3   | HV     | Ibrahim Hassan           | 30 tháng 9, 1993 (19 tuổi)  | Al Ahly              |
| 4   | TĐ     | Mahmoud Kahraba          | 13 tháng 4, 1994 (18 tuổi)  | ENPPI                |
| 5   | HV     | Yasser Ibrahim           | 10 tháng 2, 1993 (20 tuổi)  | El Mansoura          |
| 6   | HV     | Ramy Rabia               | 20 tháng 5, 1993 (19 tuổi)  | Al Ahly              |
| 7   | TV     | Ahmed Refeat             | 20 tháng 6, 1993 (19 tuổi)  | ENPPI                |
| 8   | HV     | Mahmoud Metwalli         | 4 tháng 1, 1993 (20 tuổi)   | Ismaily              |
| 9   | TĐ     | Omar Bassam              | 17 tháng 12, 1993 (19 tuổi) | Al Ahly              |
| 10  | TV     | Saleh Gomaa              | 1 tháng 8, 1993 (19 tuổi)   | ENPPI                |
| 11  | TĐ     | Ahmed Samir              | 25 tháng 8, 1994 (18 tuổi)  | El Dakhleya          |
| 12  | TĐ     | Amir Adel                | 18 tháng 3, 1994 (18 tuổi)  | PSV Eindhoven        |
| 13  | TV     | Mahmoud Hamad            | 10 tháng 11, 1993 (19 tuổi) | Ismaily              |
| 14  | TV     | Hossam Ghaly             | 1 tháng 1, 1993 (20 tuổi)   | Al Ahly              |
| 15  | HV     | Sherif Adel              | 28 tháng 1, 1994 (19 tuổi)  | ENPPI                |
| 16  | TM     | Mahmoud Hamdy            | 1 tháng 11, 1993 (19 tuổi)  | Zamalek              |
| 17  | HV     | Ossama Ibrahim           | 1 tháng 4, 1993 (19 tuổi)   | ENPPI                |
| 18  | TĐ     | Ahmed Hassan Kouka       | 5 tháng 3, 1993 (20 tuổi)   | Rio Ave              |
| 19  | TV     | Mohamed Sherif           | 5 tháng 1, 1993 (20 tuổi)   | Ismaily              |
| 20  | TV     | Mahmoud Hassan Trezeguet | 1 tháng 10, 1994 (18 tuổi)  | Al Ahly              |
| 21  | TM     | Hassan Mahmoud           | 10 tháng 3, 1993 (20 tuổi)  | Al-Mokawloon Al-Arab |

1. ↑  Jakobsen is known as Amir Adel in Ai Cập.
2. ↑  Rio Ave F.C. have made Koka available for two games only, versus Ghana and Algérie.

### Ghana
Huấn luyện viên:  Sellas Tetteh
| 0#0 | Vị trí | Cầu thủ            | Ngày sinh và tuổi           | Câu lạc bộ            |
| --- | ------ | ------------------ | --------------------------- | --------------------- |
| 1   | TM     | Eric Ofori Antwi   | 20 tháng 11, 1994 (18 tuổi) | Amidaus Professionals |
| 12  | TM     | Michael Sai        | 24 tháng 7, 1995 (17 tuổi)  | Berekum Chelsea       |
| 16  | TM     | Felix Annan        | 22 tháng 11, 1994 (18 tuổi) | Asante Kotoko         |
| 2   | HV     | Jeremiah Arkorful  | 30 tháng 5, 1994 (18 tuổi)  | Tema Youth            |
| 3   | HV     | Ebenezer Ofori     | 1 tháng 7, 1995 (17 tuổi)   | New Edubiase United   |
| 4   | HV     | Ahmed Adams        | 6 tháng 3, 1993 (20 tuổi)   | Berekum Chelsea       |
| 5   | HV     | Baba Mensah        | 20 tháng 8, 1994 (18 tuổi)  | Neve Yosef            |
| 8   | TV     | Seidu Salifu       | 30 tháng 11, 1993 (19 tuổi) | Wa All Stars          |
| 13  | HV     | Richmond Nketiah   | 28 tháng 10, 1994 (18 tuổi) | Medeama FC            |
| 14  | HV     | Lawrence Lartey    | 23 tháng 3, 1994 (18 tuổi)  | Ashanti Gold          |
| 6   | TV     | Derrick Mensah     | 30 tháng 10, 1994 (18 tuổi) | Tema Youth            |
| 7   | TV     | Frank Sarfo-Gyamfi | 30 tháng 5, 1994 (18 tuổi)  | Maritzburg United     |
| 10  | TV     | Clifford Aboagye   | 11 tháng 2, 1995 (18 tuổi)  | Udinese               |
| 11  | TV     | Jacob Asiedu-Apau  | 16 tháng 11, 1994 (18 tuổi) | Medeama FC            |
| 18  | TV     | Michael Anaba      | 30 tháng 12, 1993 (19 tuổi) | Asante Kotoko         |
| 19  | TV     | Moses Odjer        | 17 tháng 8, 1996 (16 tuổi)  | Tema Youth            |
| 20  | TV     | Kwame Boahene      | 6 tháng 7, 1993 (19 tuổi)   | Liberty Professionals |
| 21  | TV     | Emmanuel Gyamfi    | 16 tháng 12, 1994 (18 tuổi) | Wa All Stars          |
| 9   | TĐ     | Francis Narh       | 8 tháng 4, 1994 (18 tuổi)   | Tema Youth            |
| 15  | TĐ     | Kennedy Ashia      | 13 tháng 12, 1993 (19 tuổi) | Liberty Professionals |
| 17  | TĐ     | Ebenezer Assifuah  | 3 tháng 7, 1993 (19 tuổi)   | Liberty Professionals |

Ghi chú
1. ↑  CAF incorrectly published Assifuah's date of birth as ngày 3 tháng 7 năm 1998 which would make the player 14 years old.

Nguồn:

## Bảng B

### Cộng hòa Dân chủ Congo
Huấn luyện viên:  Sébastien Migné
| 0#0 | Vị trí | Cầu thủ                    | Ngày sinh và tuổi           | Câu lạc bộ      |
| --- | ------ | -------------------------- | --------------------------- | --------------- |
| 1   | TM     | Cédrick Bakala Landu       | 26 tháng 12, 1993 (19 tuổi) | CS Don Bosco    |
| 16  | TM     | Lorhim Diafuka             | 4 tháng 3, 1993 (20 tuổi)   | Vannes OC       |
| 21  | TM     | Zwela Zeno                 | 26 tháng 9, 1995 (17 tuổi)  | Brasimba        |
| 17  | HV     | Pierre Botayi Bomato       | 11 tháng 3, 1993 (20 tuổi)  | AS Vita Club    |
| 15  | HV     | Emomo Eddy Ngoyi           | 13 tháng 10, 1993 (19 tuổi) | US Monastir     |
| 19  | HV     | Ntalu Ntoto                | 30 tháng 4, 1995 (17 tuổi)  | Jogari          |
| 2   | HV     | Vivien Mayele              | 2 tháng 7, 1995 (17 tuổi)   | AS Vita Club    |
| 3   | HV     | Chris Makengo              | 16 tháng 3, 1993 (20 tuổi)  | AJ Auxerre      |
| 5   | HV     | Christian Luyindama        |                             | DC Motema Pembe |
| 12  | HV     | Litombo Bangala            | 12 tháng 4, 1994 (18 tuổi)  | DC Motema Pembe |
| 8   | HV     | Chris Mpati                | 2 tháng 12, 1993 (19 tuổi)  | FC Brussels     |
| 20  | TV     | Yannick Mulenda Wa Kalenga | 2 tháng 7, 1995 (17 tuổi)   | Ajax Cape Town  |
| 6   | TV     | Mukanisa Pembele           | 3 tháng 2, 1994 (19 tuổi)   | CS Don Bosco    |
| 18  | TV     | Kingombe Kamba             | 11 tháng 11, 1995 (17 tuổi) | CS Don Bosco    |
| 7   | TĐ     | Budge Manzia               | 24 tháng 9, 1994 (18 tuổi)  | ES Sahel        |
| 11  | TĐ     | Mukendi Mukenga            | 13 tháng 2, 1993 (20 tuổi)  | DC Motema Pembe |
| 9   | TĐ     | Anthony Walongwa           | 15 tháng 10, 1993 (19 tuổi) | FC Nantes       |
| 4   | TĐ     | Aristote N'Dongala         | 19 tháng 1, 1994 (19 tuổi)  | FC Nantes       |
| 10  | TĐ     | Jérémie Basilua            | 22 tháng 4, 1993 (19 tuổi)  | AS Vita Club    |
| 14  | TĐ     | Ekiri Litekia              | 18 tháng 9, 1995 (17 tuổi)  | AS Rojolu       |
| 13  | TĐ     | Chico Ushindi Wa Kubanza   | 14 tháng 11, 1994 (18 tuổi) | CS Don Bosco    |

Ghi chú
- Enoch Ekangamene was initially named in the team but his name was not listed by CAF.

### Gabon
Huấn luyện viên:  Anicet Yala
| 0#0 | Vị trí | Cầu thủ                          | Ngày sinh và tuổi           | Câu lạc bộ            |
| --- | ------ | -------------------------------- | --------------------------- | --------------------- |
| 1   | TM     | Ghislain Gnassa Chongo           | 3 tháng 10, 1994 (18 tuổi)  | Sogéa FC              |
| 16  | TM     | Florent Rodolphe Ngouazela       | 28 tháng 11, 1995 (17 tuổi) | Mangasport            |
| 21  | TM     | Kevin Mfourou Ondias             | 10 tháng 6, 1994 (18 tuổi)  | CMS                   |
| 2   | HV     | Yann José Gnassa Mangonda        | 13 tháng 1, 1993 (20 tuổi)  | Sapins FC             |
| 3   | HV     | Rodrigue Bilonge                 | 8 tháng 11, 1997 (15 tuổi)  | Tout Puissant Akwembe |
| 15  | HV     | Guy Arnaud Boussougou            | 15 tháng 3, 1993 (20 tuổi)  | AS Pélican            |
| 13  | HV     | Davy Okobongo                    | 24 tháng 8, 1993 (19 tuổi)  | Missile FC            |
| 17  | HV     | Dimitri Ngoye Abourou            | 18 tháng 11, 1994 (18 tuổi) | Nguene Asuku          |
| 20  | HV     | Chatelet Nguéma Bengone          | 4 tháng 2, 1994 (19 tuổi)   | Missile FC            |
| 4   | TV     | Franck Engonga                   | 26 tháng 7, 1993 (19 tuổi)  | Mounana FC            |
| 5   | TV     | Knox Ness Younga                 | 27 tháng 4, 1994 (18 tuổi)  | Sogéa FC              |
| 6   | TV     | Junior Bayhano Aubyang           | 25 tháng 12, 1996 (16 tuổi) | USB                   |
| 7   | TV     | Léandre Degter Sombela Boundomba | 17 tháng 9, 1994 (18 tuổi)  | Mounana FC            |
| 8   | TV     | Sauvy Ulrich Loïc Nkoussou       | 10 tháng 2, 1993 (20 tuổi)  | AS Solidarité         |
| 10  | TV     | Didier Ibrahim Ndong             | 17 tháng 6, 1994 (18 tuổi)  | CS Sfaxien            |
| 18  | TV     | Davy Gaël Mayoungou              | 27 tháng 10, 1993 (19 tuổi) | AC Bongoville         |
| 9   | TĐ     | Johan Giresse Nono Nani          | 17 tháng 10, 1993 (19 tuổi) | Missile FC            |
| 11  | TĐ     | Axel Méyé                        | 6 tháng 6, 1995 (17 tuổi)   | Missile FC            |
| 12  | TĐ     | Cédric Ondo Biyoghe              | 17 tháng 8, 1994 (18 tuổi)  | CMS                   |
| 14  | TĐ     | Rych Mvele Ebale                 | 24 tháng 7, 1994 (18 tuổi)  | CMS                   |
| 19  | TĐ     | Sébastien Minko                  | 12 tháng 7, 1996 (16 tuổi)  | CMS                   |

### Mali
Huấn luyện viên:  Moussa Keita
| 0#0 | Vị trí | Cầu thủ                     | Ngày sinh và tuổi           | Câu lạc bộ               |
| --- | ------ | --------------------------- | --------------------------- | ------------------------ |
| 1   | TM     | Ahamadou Fofana             | 8 tháng 9, 1994 (18 tuổi)   | Onze Créateurs           |
| 2   | HV     | Hamidou Traoré              | 7 tháng 10, 1996 (16 tuổi)  | Club Olympique de Bamako |
| 3   | TV     | Abdoulaye Keita             | 5 tháng 1, 1994 (19 tuổi)   | Bastia                   |
| 4   | HV     | Ousmane Keita               | 9 tháng 5, 1995 (17 tuổi)   | ASKO                     |
| 5   | TV     | Samba Diallo                | 7 tháng 10, 1994 (18 tuổi)  | Djoliba AC               |
| 6   | HV     | Boubacar Diarra             | 18 tháng 4, 1994 (18 tuổi)  | Tout Puissant Mazembé    |
| 7   | TV     | Mahamadou Cisse             | 27 tháng 12, 1993 (19 tuổi) | Djoliba AC               |
| 8   | TV     | Mahamadou Denon             | 27 tháng 6, 1993 (19 tuổi)  | Jeanne D'Arc             |
| 9   | TĐ     | Adama Niane                 | 16 tháng 6, 1993 (19 tuổi)  | FC Nantes                |
| 10  | TĐ     | Aboubacar Ibrahima Toungara | 15 tháng 11, 1994 (18 tuổi) | Centre Salif Keita       |
| 11  | TV     | Tiékoro Keita               | 13 tháng 4, 1994 (18 tuổi)  | Guingamp                 |
| 12  | HV     | Mahamadou Traoré            | 31 tháng 12, 1994 (18 tuổi) | AS Bakaridjan            |
| 13  | HV     | Issaka Samake               | 20 tháng 10, 1994 (18 tuổi) | Stade Malien de Bamako   |
| 14  | TV     | Adama Marico                | 31 tháng 12, 1994 (18 tuổi) | ASKO                     |
| 15  | TV     | Wally Diabate               | 7 tháng 11, 1993 (19 tuổi)  | Club Olympique de Bamako |
| 16  | TM     | Ali Yiringo                 | 1 tháng 1, 1994 (19 tuổi)   | Marseille                |
| 17  | TĐ     | Adama Traoré                | 5 tháng 5, 1995 (17 tuổi)   | Club Olympique de Bamako |
| 18  | TĐ     | Famoussa Koné               | 3 tháng 5, 1994 (18 tuổi)   | Bastia                   |
| 19  | TĐ     | Modibo Konte                | 13 tháng 4, 1994 (18 tuổi)  | Club Olympique de Bamako |
| 20  | TV     | Boubakary Diarra            | 30 tháng 8, 1993 (19 tuổi)  | Torino FC                |
| 21  | TM     | Germain Berthé              | 24 tháng 10, 1993 (19 tuổi) | Onze Créateurs           |

Ghi chú
- Bakary Nimaga of Skenderbeu Korce in Albania was named in the original squad.[7]

### Nigeria
Huấn luyện viên:  John Obuh
| 0#0 | Vị trí | Cầu thủ             | Ngày sinh và tuổi           | Câu lạc bộ                   |
| --- | ------ | ------------------- | --------------------------- | ---------------------------- |
| 1   | TM     | Samuel Okani        | 11 tháng 2, 1994 (19 tuổi)  | Enyimba                      |
| 16  | TM     | Jonah Usman         | 10 tháng 10, 1993 (19 tuổi) | ABS                          |
| 21  | TM     | Emmanuel Daniel     | 17 tháng 12, 1993 (19 tuổi) | Enugu Rangers                |
| 2   | HV     | Aigbe Oliha         | 2 tháng 11, 1993 (19 tuổi)  | Esperance Sportive de Zarzis |
| 3   | HV     | Mohammed Goyi Aliyu | 12 tháng 2, 1993 (20 tuổi)  | Unattached                   |
| 4   | HV     | Shehu Abdullahi     | 12 tháng 3, 1993 (20 tuổi)  | Kano Pillars                 |
| 5   | HV     | Chizoba Amaefule    | 28 tháng 10, 1994 (18 tuổi) | Dolphins                     |
| 6   | HV     | Ikechukwu Okorie    | 18 tháng 11, 1993 (19 tuổi) | Enyimba                      |
| 13  | HV     | Kingsley Madu       | 12 tháng 12, 1995 (17 tuổi) | El-Kanemi Warriors           |
| 20  | HV     | Abubakar Hassan     | 12 tháng 3, 1994 (19 tuổi)  | Wikki Tourists               |
| 7   | TV     | Aminu Umar          | 6 tháng 3, 1995 (18 tuổi)   | Wikki Tourists               |
| 10  | TV     | Abdul Jeleel Ajagun | 10 tháng 2, 1993 (20 tuổi)  | Dolphins                     |
| 12  | TV     | Ovbokha Agboyi      | 14 tháng 12, 1994 (18 tuổi) | Bayelsa United               |
| 17  | TV     | Chidi Osuchukwu     | 11 tháng 10, 1993 (19 tuổi) | Dolphins                     |
| 19  | TV     | Uche Henry Agbo     | 4 tháng 12, 1995 (17 tuổi)  | Enyimba                      |
| 15  | TV     | Moses Orkuma        | 19 tháng 7, 1994 (18 tuổi)  | Lobi Stars                   |
| 8   | TĐ     | Bright Ejike        | 1 tháng 1, 1993 (20 tuổi)   | Heartland                    |
| 9   | TĐ     | Olarenwaju Kayode   | 8 tháng 5, 1993 (19 tuổi)   | Ansfed Utd                   |
| 11  | TĐ     | Alhaji Gero         | 10 tháng 10, 1993 (19 tuổi) | Enugu Rangers                |
| 14  | TĐ     | Christian Pyagbara  | 13 tháng 3, 1996 (17 tuổi)  | Sharks                       |
| 18  | TĐ     | Edafe Egbedi        | 5 tháng 8, 1993 (19 tuổi)   | AGF-Aarhus                   |